# Puente de San Miguel (Jaca)
El puente de San Miguel es un puente que cruza el río Aragón en la localidad de Jaca (Aragón, España).
En 1943 fue declarado Monumento Histórico-Artístico,
por lo que es Bien de Interés Cultural con categoría de Monumento.

## Historia
El puente de San Miguel, sobre el río Aragón, se ubica al oeste de Jaca, junto a la carretera que conduce al valle de Aísa. Fue construido en fecha desconocida, estimada entre los siglos  XIII y  XV. Permitía el paso a los peregrinos que se dirigían a Santiago de Compostela siguiendo el camino aragonés.
Es uno de los pocos puentes medievales que se conserva en el Pirineo aragonés. Ha sido restaurado en varias ocasiones, al menos en los años 1608, 1816, 1943 y 2002.

## Descripción
El puente, de estilo románico, mide 96 metros de largo. Está realizado en sillar combinado con sillarejo unido por mortero de cal. Tiene tres arcos de diferentes luces, con tajamares entre ellos. El arco principal, que salva el cauce, es ojival, con 17 metros de altura y rosca de sillería. Los otros dos arcos son menores y están sobre la orilla derecha. Cuenta con un pretil de piedra a cada lado, mientras que el pavimento aparece enmorrillado en la vertiente derecha.